# Samtskhe-Javakheti
Samtskhe-Javakheti (tiếng Gruzia: სამცხე-ჯავახეთი,tiếng Armenia: Սամցխե-Ջավախք) là một vùng của Gruzia được thành lập trong thập niên 1990 từ các tỉnh cũ Meskheti và Javakheti, thủ phủ là Akhaltsikhe. Tình có đường biên giới với tỉnh Ardahan của Thổ Nhĩ Kỳ và tỉnh Shirak của Armenia.